# فيرا تشارلز
فيرا تشارلز (بالإنجليزية: Vera Charles) هي اخصائية فطريات وعالمة نبات أمريكية، ولدت في 24 يونيو 1877، وتوفيت في 2 نوفمبر 1954.